# Oberkiefer

Schädel in Seitenansicht:
1. Stirnbein (Os frontale)
2. Scheitelbein (Os parietale)
3. Nasenbein (Os nasale)
4. Tränenbein (Os lacrimale)
5. Siebbein (Os ethmoidale)
6. Keilbein (Os sphenoidale)
7. Hinterhauptsbein (Os occipitale)
8. Schläfenbein (Os temporale)
9. Jochbein (Os zygomaticum)
10. Oberkiefer (Maxilla) (gelbgrün)
11. Unterkiefer (Mandibula)

Rotierender Schädel mit rot markiertem Oberkiefer vom Projekt Anatomography

Der Oberkiefer (lat. Maxilla) ist ein paariger Knochen des Gesichtsschädels. Er bildet den Boden der Augenhöhle (Orbita), den Boden und die Seitenwand der Nasenhöhle (Cavum nasi) sowie einen Teil des Gaumens und damit das Dach der Mundhöhle (Cavum oris proprium). Der Oberkiefer enthält auch die Kieferhöhle (Sinus maxillaris).

## Flächen
Am Oberkieferkörper lassen sich vier Flächen unterscheiden:
Die Gesichtsfläche (Facies anterior) befindet sich vorne am Oberkieferkörper. Die Unterschläfenfläche (Facies infratemporalis) schließt nach hinten an die Gesichtsfläche an und wird von der Unterjochbeinleiste gegen die Gesichtsfläche getrennt. Die Augenhöhlenfläche (Facies orbitalis) bildet den größten Teil des Augenhöhlenbodens. Die Nasenfläche (Facies nasalis) bildet die seitliche Wand der Nasenhöhlen.

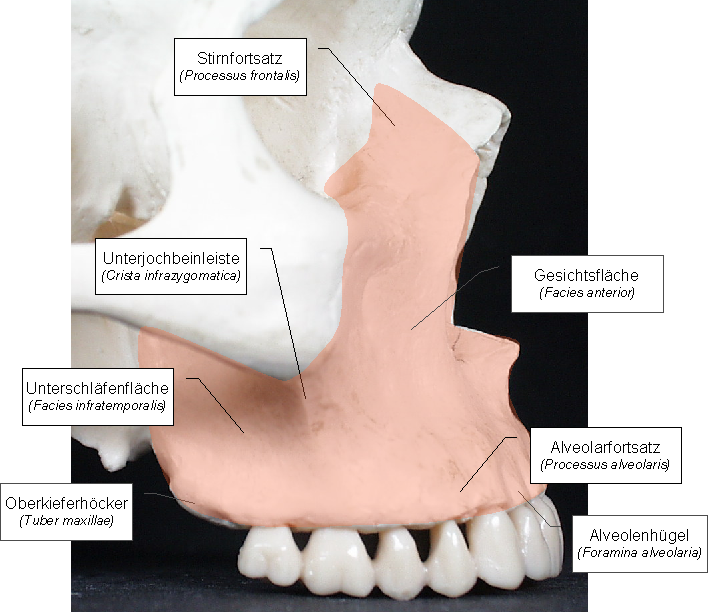
Der Oberkiefer von lateral.

## Fortsätze und Öffnungen
Der Stirnfortsatz (Processus frontalis) ist die Verbindung zwischen Nasenbein, Tränenbein und Stirnbein.
Der Jochfortsatz (Processus zygomaticus) besitzt eine dreieckige Form und befindet sich unter der Augenhöhlenfläche.
Der Alveolarfortsatz (Processus alveolaris) trägt die Zähne und ist entsprechend bogenförmig. Der Gaumenfortsatz (Processus palatinus) ist eine waagerechte Platte und befindet sich zwischen der Nasenfläche und dem Alveolarfortsatz.
Bei Tieren besitzt der Oberkieferkörper eine mehr oder weniger ausgeprägte Knochenleiste, die Crista facialis. Sie ist bei Pferden besonders markant und durch die Haut tastbar. Die Crista facialis ist der obere Rand des Ursprungs des Musculus masseter.
Durch den Oberkiefer zieht der Nervus infraorbitalis (Ast des Nervus maxillaris des Nervus trigeminus) und innerviert diesen Knochen einschließlich aller Oberkieferzähne. Er tritt am Foramen infraorbitale unterhalb der Augenhöhle aus dem Oberkiefer an die Oberfläche. Darüber hinaus sind weitere Äste des Nervus maxillaris an der Innervation des Gaumens beteiligt.

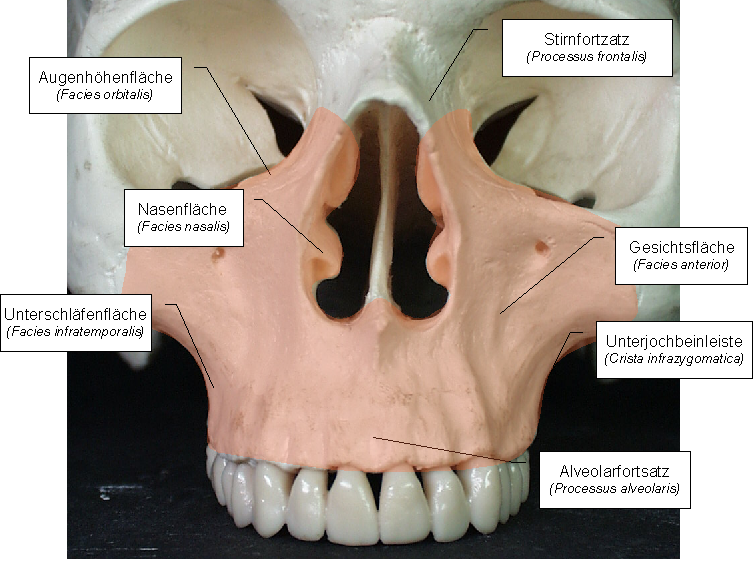
Der Oberkiefer aus frontaler Sicht.

## Blutversorgung
Die Blutversorgung erfolgt durch die Arteria maxillaris.

## Knöcherner Gaumen
Der knöcherne Gaumen (Palatum osseum) besteht aus dem Alveolarfortsatz des Oberkiefers und dem Gaumenbein. Drei Knochennähte bilden die Begrenzung der einzelnen Teile:
Die mittlere Gaumennaht (Sutura palatina mediana) verläuft vom Schneidezahnloch (Foramen incisivum) bis zum hinteren Nasendorn (Spina nasalis posterior). Die quere Gaumennaht (Sutura palatina transversa) kreuzt die mittlere Gaumennaht hinten zwischen dem ersten und zweiten Backenzahn 16/17 und 26/27 (Dens molaris superior). Die Zwischenkiefernaht (Sutura incisiva) verbindet das Zwischenkieferbein (Os incisivum) mit dem Oberkieferbein. 

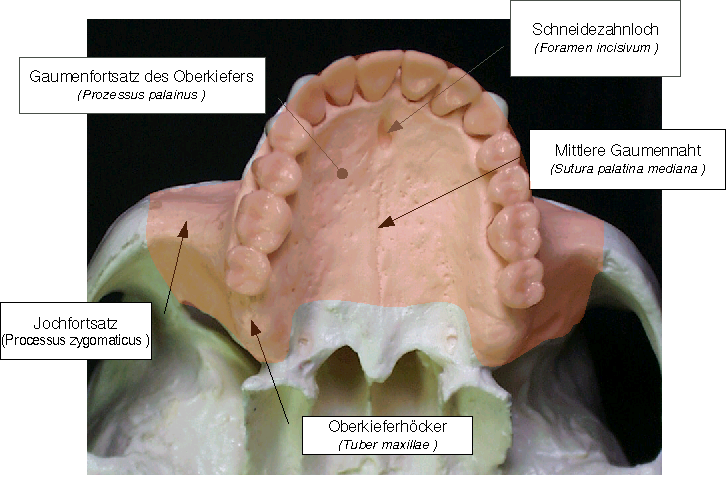
Blick auf den Oberkiefer Richtung kranial.

Die Löcher im knöchernen Gaumen dienen Nerven und Blutgefäßen zur Versorgung der Gaumenschleimhaut zum Durchtritt.